# Joe DeLamielleure
Joseph Michael DeLamielleure (Detroit, 16 marzo 1951) è un ex giocatore di football americano statunitense, inserito nella Pro Football Hall of Fame nel 2003.

## Carriera
La carriera ad alto livello di DeLamielleure iniziò alla Michigan State University e durante la sua permanenza nel football universitario fu nominato nella formazione All-American e tre volte nella All-Big Ten.
Scelto al primo giro (26º posto assoluto) del Draft NFL 1975 dai Buffalo Bills, DeLamielleure rischiò seriamente di non veder iniziare la sua carriera nel football professionistico: alle visite mediche gli venne infatti riscontrata un'aritmia che ne avrebbe posto a rischio la salute; successivi esami più approfonditi stabilirono però che il rischio era sostanzialmente nullo e poté così avere inizio una carriera in cui ottenne molti riconoscimenti.
Ai Bills disputò sette stagioni, dal 1973 al 1979, prima di essere ceduto nel 1980 al Cleveland Browns, con i quali disputò altre cinque stagioni. Nel 1985 tornò infine ai Buffalo Bills, per concludere la carriera dove l'aveva iniziata.
Notevole il fatto che nelle sue tredici stagioni in NFL DeLamielleure non saltò mai una sola partita, riuscendo a collezionare ben 185 presenze consecutive. 

## Palmarès
- (6) Pro Bowl (1975, 1976, 1977, 1978, 1979, 1980)
- (6) First-time All-Pro (1975, 1976, 1977, 1978, 1979, 1980)
- (2) Second-team All-Pro (1974, 1983)
- Formazione ideale della NFL degli anni 1970
- Formazione ideale del 50º anniversario dei Buffalo Bills

## Statistiche
All'epoca la National Football League non compilava statistiche dettagliate per gli uomini di linea ma DeLamielleure fu il primo a bloccare per un corridore che superasse le 2.000 yard corse e per un quarterback che superasse le 4.000 yard lanciate in una stagione.